# Nacional Asunción
A Club Nacional egy paraguayi labdarúgóklub, melynek székhelye Asunciónban található. A klubot 1904-ben alapították. Jelenleg az első osztályban szerepel. A paraguayi bajnokságot 9 alkalommal nyerte meg. 2014-ben bejutott a Copa Libertadores döntőjébe, de ott 2–1 összesítésben kikapott a San Lorenzo együttesétől.
Hazai mérkőzéseit az Estadio Arsenio Ericóban játssza, amely létesítmény 5 000 fő befogadására alkalmas. A klub hivatalos színei: kék-fehér.

## Sikerlista
- Paraguayi bajnok (9): 1909, 1911, 1924, 1926, 1942, 1946, 2009 (Clausura), 2011 (Apertura), 2013 (Apertura)
- Copa Libertadores döntős (1): 2014